# 수성의 대기
| 수성의 대기 |                                        |                                        |
| 종류        | CD, cm−2                               | SD, cm−3                               |
| 수소 (H)    | ~ 3 × 109                              | ~ 250                                  |
| 수소 분자   | < 3 × 1015                             | < 1.4 × 107                            |
| 헬륨        | < 3 × 1011                             | ~ 6 × 103                              |
| 산소 원자   | < 3 × 1011                             | ~ 4 × 104                              |
| 산소 원자   | < 9 × 1014                             | < 2.5 × 107                            |
| 나트륨      | ~ 2 × 1011                             | 1.7–3.8 × 104                          |
| 칼륨        | ~ 2 × 109                              | ~ 400                                  |
| 칼슘        | ~ 1.1 × 108                            | ~ 300                                  |
| 마그네슘    | ~ 4 × 1010                             | ~ 7.5 × 103                            |
| 아르곤      | ~ 1.3 × 109                            | < 6.6 × 106                            |
| 물          | < 1 × 1012                             | < 1.5 × 107                            |
| 기타        | 네온, 규소, 황, 아르곤, 철, 이산화탄소 | 네온, 규소, 황, 아르곤, 철, 이산화탄소 |
| 1. 2.       |                                        |                                        |

수성의 대기는 매우 약하고 변화 무쌍하다. 수소, 헬륨, 산소, 나트륨, 칼슘, 칼륨, 수증기를 포함하고 있으며 그 대기압은 10−14바이다.
수성의 외기권은 태양풍에서 비롯됐다. 태양풍이 대기의 기체들을 행성에서 멀리 날려버렸고, 그 결과 행성 뒤쪽에 혜성의 꼬리와 비슷한 그것이 만들어졌다.
1974년 이전, 달처럼 수성에는 대기가 거의 없음에도 불구하고 짙은 대기가 존재한다는 논쟁을 벌여왔지만 1974년, 매리너 10호가 수성의 옅은 대기를 관측함으로써 결론이 났다. 후에 2008년에는 메신저가 외부 대기에서 마그네슘을 발견했다.

## 역사
수성은 태양과 가장 가깝기 때문에 관측하기 어려운 행성이다. 1639년, 쥬피가 수성의 상 변화를 관측했지만, 1882년까지 수성의 표면은 지도로 만들어지지 못 했다. 지상에서의 관측은 수성은 동주기 자전운동을 한다는 착각을 심어주었다.
수성 대기의 존재 가능성은 1974년, 매리너 10호가 방문하기 전까지는 논쟁거리였다. 한쪽은 태양과의 거리로 인한 높은 온도 때문에, 빠른 속도로 대기가 흩어진다고 주장했고, 다른 한쪽에서는 어두운 반구는 가스가 냉각될만큼 차가운데, 밝은 반구쪽에서 열을 전달하기 위해서는 5 mbar의 이산화탄소 대기가 있어야 하거나 혹은 아르곤과 같이 낮은 응결 온도의 가스 대기가 있어야한다고 주장했다.
1960년대, 수성에는 옅은 대기가 있다는 증거들이 드러났는데, 버나드 리오와 오두인 돌푸스는 편광 측정법으로 수성 표면압이 0.1–10 mbar임을 알았다. 그리고 분광학의 연구로 수 메가바의 표면압과 이산화탄소로 이루어진 대기가 존재한다는 것이 드러났다. 게다가 마이크로파 영역에서의 관측으로 수성의 야간의 온도가 생각보다 높다는 것이 드러났다.
그러나 이런 증거는 후에 의문을 낳았다. 수성이 동주기 자전을 하지 않는다는 사실로는 밤에 온도가 높아지는 현상을 설명하지 못 했다. 향상된 분광학적 측정으로 수성 대기압의 상한선이 0.0001 mbar 아래로 내려갔다. 편광 측정법의 정확성도 의문이 제기됐다. 1974년, 수성에서는 달처럼 거의 대기가 없다고 결론이 맺어졌다. 매리너 10호의 플라이바이로 아주 약한 외기권만 확인됐다.

## 구성
수성의 외기권은 태양풍과 지각에서 비롯한 다양한 물질들로 이루어져 있다.
처음 발견된 3가지 물질은 수소 원자, 헬륨, 산소 원자였는데, 이는 1974년 매리너 10호가 자외선 광도계로 검출했다. 2008년, 메신저도 수소 원자의 존재를 확인했는데 1974년, 매리너 10호가 검출한 것보다 더 많은 양이 나타났다. 수성 외기권의 수소와 헬륨은 태양풍에서, 산소는 지각에서 비롯된 것으로 보인다.

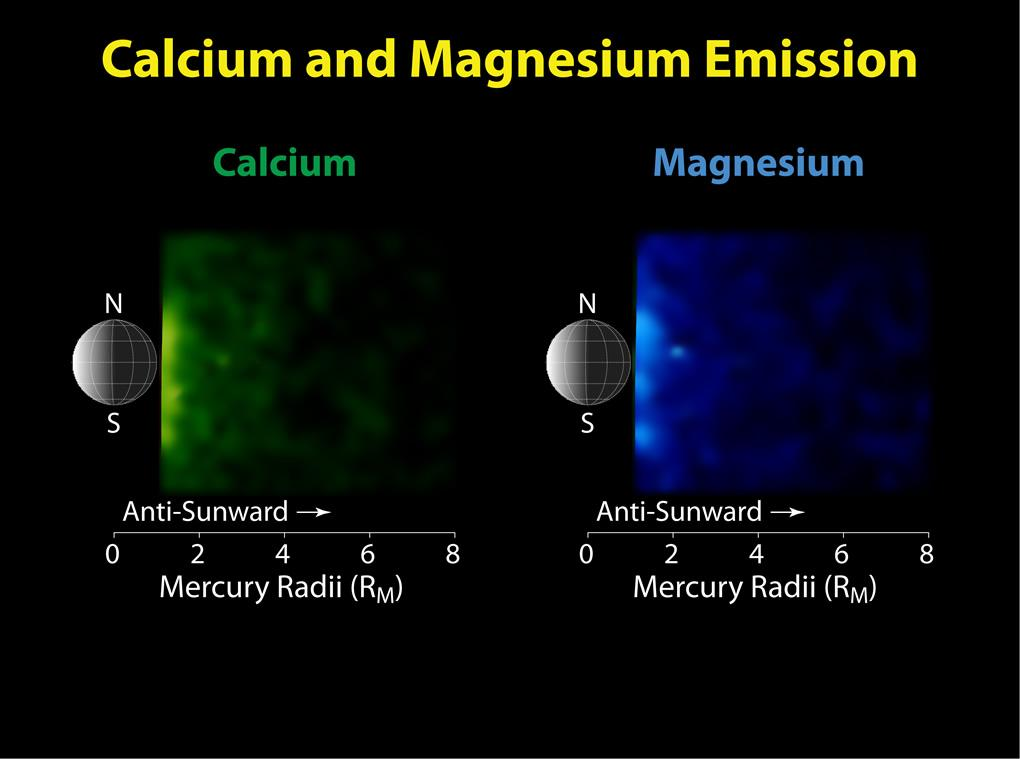
꼬리 속의 칼슘과 마그네슘

네 번째로 감지된 물질은 나트륨이었는데 1985년, 포터와 모르간이 프라운호퍼 선을 분석하면서 발견했다. 나트륨의 평균 밀도는 1 × 1011 cm−2이다. 나트륨은 극 근처에서 밝은 점의 형태로 집중적으로 발견되었다. 나트륨은 황혼녘보다 새벽녘에 더 풍부하다. 이 다량의 나트륨은 특정한 표면의 특징과 상관관계가 있다는 연구결과가 나왔다. 나트륨이 발견되고 몇 년 후, 포터와 모르간은 칼륨도 외기권에 존재한다고 보고했다. 1998년에는 칼슘도 검출됐다. 2009년 메신저가 관측한 칼슘은 적도 반대편에 집중적으로 분포되어있었다.
2008년, 메신저의 FIPS는 수성 근처에서 H2O+ (이온화된 증기)와 H2S+ (이온화된 황화 수소)를 포함한 원자 이온을 발견했다.
그 존재비는 나트륨가 비교했을 때 각각, 0.2와 0.7이다. 또한 H3O+ (하이드로늄 이온)), OH (하이드록시기), O2+와 Si+와 같은 이온들도 존재한다.

## 파라미터
매리너 10호의 자외선 관측은 외기권 입자의 밀도를 105개/cm3로 최댓값을 설정했다. 이는 표면압이 10−14  (1 nPa) 이하임과 일치한다. 수성 외기권의 온도는 지리적인 위치와 물질에 따라 다르다. 외기권의 수소 원자에 있어서는 420 K인데 이는 매리너 10호와 메신저가 얻어낸 값과 동일하다. 나트륨에 있어서는 횔씬 높다. 적도 부근에서는 750–1500 K, 극 부근에서는 1,500–3,500 K에 이른다. 일부 관측에서는 수성은 12,000-20,000 K 가량의 칼슘 원자 코로나로 둘러싸여있음을 보였다.

### 꼬리
수성은 태양과 가깝기 때문에, 지구보다 태양열이 횔씬 강하다. 태양 복사는 중성 원자를 태양에서 멀리 밀쳐내어 그 결과, 수성 뒤쪽에 혜성의 꼬리와 비슷한 그것을 만든다. 꼬리의 주 구성물은 나트륨인데, 이 꼬리는 모성에서 56,000 km 떨어져있다. 나트륨 꼬리는 지름이 17,500 km에서 20,000 km까지 빠르게 퍼져나간다. 또한, 메신저는 2009년 꼬리에서 칼슘과 마그네슘을 발견했다.

## 기원
수성은 외기권은 끊임없이 우주로 탈출하고, 그 물질들이 다시 재공급되는 과정을 거친다. 수소와 헬륨의 기원은 태양풍일 것이라 추정된다. 다른 원자나 분자들은 수성의 지각이 기원일 것이라 추정된다. 수성의 궤도는 이심율이 커서, 행성에 도달하는 태양빛의 큰 변화를 초래한다. 플레어도 이 변화에 원인이 된다. 결과적으로 수성 외기권은 극도로 변화무쌍하다.

## 같이 보기
- 수성의 자기장

## 참고 자료
- Domingue, Deborah L.; Koehn, Patrick L.; Killen, Rosemary M. et al. (2007). “Mercury's Atmosphere: A Surface-Bounded Exosphere”. 《Space Science Reviews》 131: 161–186. doi:10.1007/s11214-007-9260-9.
- Fink, Uwe; Larson, Harold P.; Poppen, Richard F. (1974). “A new upper limit for an atmosphere of CO2, CO on Mercury”. 《The Astrophysical Journal》 187: 407–415. doi:10.1086/180075.
- Killen, Rosemary; Cremonese, Gabrielle; Lammer, Helmut et al. (2007). “Processes that Promote and Deplete the Exosphere of Mercury”. 《Space Science Reviews》 132: 433–509. doi:10.1007/s11214-007-9232-0.
- McClintock, William E.; Bradley, E. Todd; Vervack Jr., Ronald J. et al. (2008). “Mercury’s Exosphere: Observations During MESSENGER’s First Mercury Flyby”. 《Science》 321: 92–94. doi:10.1126/science.1159467.
- McClintock, William E.; Vervack Jr., Ronald J.; Bradley, E. Todd et al. (2009). “MESSENGER Observations of Mercury’s Exosphere: Detection of Magnesium and Distribution of Constituents”. 《Science》 324: 610–613. doi:10.1126/science.1172525.
- Rasool, S.I.; Gross, S.H.; McGovern, W.E. (1966). “The atmosphere of Mercury”. 《Space Science Reviews》 5 (5): 565–584. doi:10.1007/BF00167326.
- Williams, I.P. (1974). “Atmosphere of Mercury”. 《네이처》 249: 234. doi:10.1038/249234a0.
- Zurbuchen, Thomas H.; Raines, Jim M.; Gloeckler, George et al. (2008). “MESSENGER Observations of the Composition of Mercury’s Ionized Exosphere and Plasma Environment”. 《Science》 321: 90–92. doi:10.1126/science.1159314.